# Étienne de Sissey
Étienne de Sissey ((la): Stephanus de Scisseio) est un dignitaire de l'ordre du Temple qui fut maréchal de l'ordre pendant la maîtrise de Thomas Béraud. Il semble avoir fini sa carrière en Italie en tant que maître de la province du royaume de Sicile (sud de la péninsule).

## Carrière dans l'ordre du Temple
En 1260, certains vieux ouvrages le mentionnent comme précepteur des Pouilles avant d’accéder à la dignité de Maréchal de l'ordre. Il participa à un raid désastreux contre les musulmans au Nord-Est de la Galilée en 1261 qui se solda par la capture de nombreux chevaliers francs mais dont il réussit à s'échapper. Son rôle dans cette bataille fut controversé mais ce n'est pas la raison pour laquelle il s'attira le courroux du Pape Urbain IV, qui voulut le démettre de sa charge et qui l'excommunia. Les templiers s'opposèrent aux injonctions du Pape et le décès d'Urbain IV mis fin à la polémique. Il n' n'était plus Maréchal en 1263, remplacé par Guillaume de Malay et son excommunication fut levée par Clément IV. On le signale de nouveau en 1270 alors qu'il était maître de la province du royaume de Sicile, son successeur à ce poste étant le futur maître de l'ordre Guillaume de Beaujeu. Il apparaît toujours avec ce titre en 1272 dans une charte de Charles d'Anjou.